# Алексей
Алексе́й (ɐlʲɪkˈsʲej) — мужское русское личное имя греческого происхождения. Восходит к др.-греч. Ἀλέξιος, образованного от др.-греч. ἀλέξω — «защищать», «отражать», «предотвращать».
Имя является одним из древнейших письменно засвидетельствованных греческих имён (a-re-ke-se-u в табличках Линейного письма Б KN Df 1229 и MY Fu 718).
Церковная форма имени и форма имени до 1708 года — Алеѯі́й (Алекси́й). Форма имени от введения Гражданского шрифта в 1708 году до Реформы русской орфографии 1918 года — Алексѣй.
Особенную популярность приобрело в России после крещения этим именем сына Михаила Фёдоровича Романова, Алексея Михайловича.
Женский аналог имени — Алексе́я.

## Именины
Православные именины (даты приводятся по григорианскому календарю):
- в Воскресенье после 7 февраля (переходящая дата)
- 17, 20, 25, 28 февраля
- 8, 22, 28, 30 марта
- 6, 18 апреля
- 4, 7 мая
- 2, 5, 20, 22, 23 июня
- 4, 6, 14, 17 июля
- 2, 4, 11, 20, 22, 25, 26, 27, 30 августа
- 4, 7, 12, 16, 18, 22, 25, 29 сентября
- 1, 2, 4, 11, 13, 14, 18, 29 октября
- 3, 6, 11, 13, 20, 22, 23, 27 ноября
- 3, 5, 6, 7, 10, 11, 17, 23, 26 декабря.

## Фамилии, образованные от имени
От имени Алексей образована одна из распространённых русских фамилий Алексеев.